# Victoria Park (Avarua)
Victoria Park – stadion piłkarski w Avarua na Wyspach Cooka. Swoje mecze rozgrywa na nim drużyna piłkarska Tupapa Maraerenga FC. Stadion może pomieścić 1000 widzów.